# ハルバ (レバノン)
ハルバ（アラビア語: حلبا、Halba）は、レバノン北部の都市。第一級行政区画のアッカール県および第二級行政区画のアッカール郡の行政中心地。首都ベイルートからの距離は112キロメートル（国道51号使用時）。またシリアとの国境が近く、直線距離で10キロメートルほどの位置にある。
人口は7千5百人（2017年末推定）で、レバノンの県庁所在地では最も少ない。住民はイスラム教スンニ派、キリスト教正教会、キリスト教マロン派が多い。